# Ray Charles and Betty Carter
Albums de Ray Charles
Dedicated to You
(1961) The Genius sings the Blues
(1961)
Albums par Betty Carter
The Modern Sound of Betty Carter
(1960) 'Round Midnight
(1962)
Ray Charles and Betty Carter est le premier album de Ray Charles et de Betty Carter enregistré en 1960 et sorti en aout 1961 par le label ABC Records.

## Liste des titres

### Version originale
1. "Ev'ry Time We Say Goodbye" (Cole Porter)  – 4:41
2. "You and I" (Meredith Willson)  – 3:28
3. Intro: "Goodbye"/"We'll Be Together Again" (Gordon Jenkins)/(Carl Fischer, Frankie Laine)  – 3:20
4. "People Will Say We're in Love" (Oscar Hammerstein II, Richard Rodgers)  – 2:51
5. "Cocktails for Two" (Sam Coslow, (Arthur Johnston)  – 3:15
6. "Side by Side" (Harry M. Woods, Gus Kahn)  – 2:23
7. "Baby, It's Cold Outside" (Frank Loesser)  – 4:10
8. "Together" (Lew Brown, Buddy DeSylva, Ray Henderson)  – 1:35
9. "For All We Know" (J. Fred Coots, Sam M. Lewis)  – 3:44
10. "Takes Two to Tango" (Al Hoffman, Dick Manning)  – 3:22
11. "Alone Together" (Howard Dietz, Arthur Schwartz)  – 4:45
12. "Just You, Just Me" (Jesse Greer, Raymond Klages)  – 2:04

### Pistes bonus de la réédition de 1988
- "But On the Other Hand Baby" (Charles, Percy Mayfield) – 3:11
- "I Never See Maggie Alone" (Harry Tilsley, Everett Lynton) – 5:37
- "I Like to Hear It Sometime" (Jodie Edwards) – 2:50[1]